# عبد الله بن محمد بن خالد آل نهيان
الشيخ عبد الله بن محمد بن خالد بن سلطان بن زايد بن خليفة بن شخبوط بن ذياب بن عيسى آل نهيان شخصية إماراتية، ينتمي إلى آل نهيان الأسرة الحاكمة في إمارة أبوظبي، فالشيخ زايد بن سلطان آل نهيان شقيق جده: خالد بن سلطان.
الشيخ عبد الله هو رئيس إتحاد الإمارات العربية المتحدة لكرة اليد، ورئيس مجلس إدارة نادي العين الرياضي الثقافي سابقاً خلفًا للشيخ هزاع بن زايد آل نهيان.
1. ↑   https://manhom.com/%D8%B4%D8%AE%D8%B5%D9%8A%D8%A7%D8%AA/%D8%A7%D9%84%D8%B4%D9%8A%D8%AE-%D8%B9%D8%A8%D8%AF%D8%A7%D9%84%D9%84%D9%87-%D8%A8%D9%86-%D9%85%D8%AD%D9%85%D8%AF-%D8%A8%D9%86-%D8%AE%D8%A7%D9%84%D8%AF-%D8%A2%D9%84-%D9%86%D9%87%D9%8A%D8%A7%D9%86/. {{استشهاد ويب}}: |url= بحاجة لعنوان (مساعدة) والوسيط |title= غير موجود أو فارغ (من ويكي بيانات) (مساعدة)